# Sosní

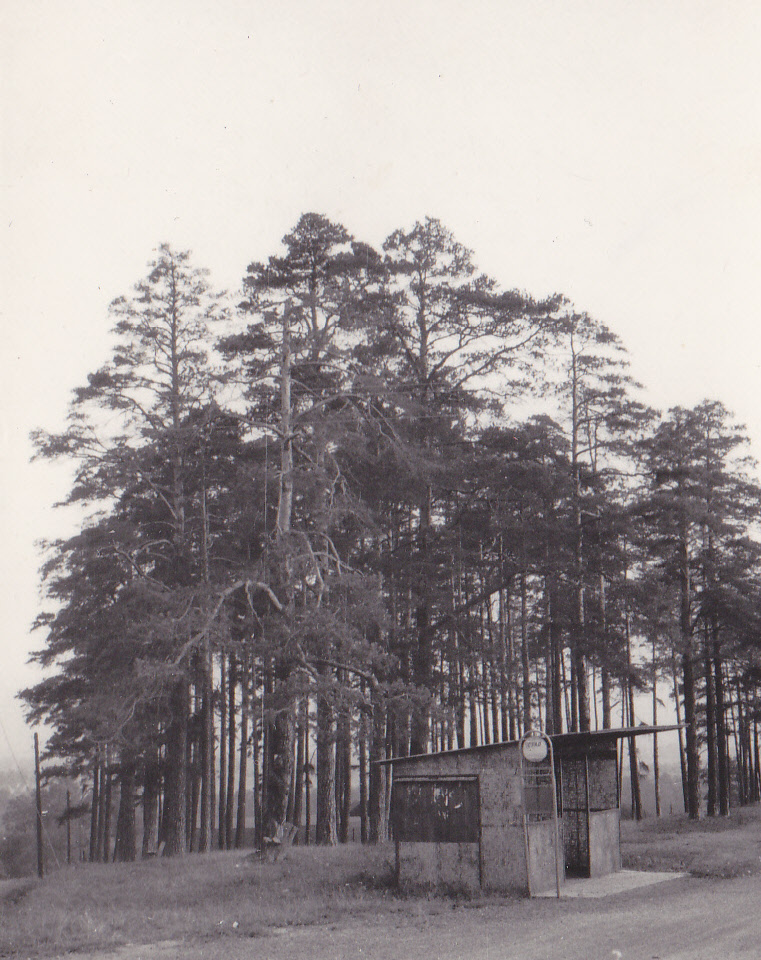
Dolní Žukov

Sosní (polsky Sośni) je historický místopisný název v Dolním Žukově, části města Českého Těšína. Nachází se na Těšínské pahorkatině, 350 m nad mořem. Jeho název je dán borovicovým lesem, jehož stáří je odhadováno na 160 let. 
Plní významnou krajinotvornou funkci a je prvkem územního systému ekologické stability – lokálním biokoridorem. Z dřevin je z 98 % zastoupená borovice černá a 2 % zastoupení má bříza, roztroušeně se vyskytuje smrk. Kdysi byl místem zastávek kočovných Romů. V období druhé světové války zde byly umístěny čtyři protiletecké baterie Luftwaffe. Byl také  místem společenských akcí, cílem vycházek a branných cvičení. Dnes je zanedbán, díky okolní výstavbě je do něj prakticky zamezen přístup zvěře. V roce 1955 byl nedaleko lesa  postaven vodojem.